# Ernst Höfer
Ernst Höfer (* 1. Mai 1879 in Haina; † 14. Juni 1931 in Konstanz) war ein deutscher Landwirt und Politiker (ThLB, CNBL). Er war von 1905 bis 1931 Landtagsabgeordneter im Herzogtum und Freistaat Sachsen-Meiningen sowie im Land Thüringen und von 1925 bis 1927 als ehrenamtlicher Staatsrat für Meiningen Mitglied der Thüringischen Landesregierung.

## Leben
Ernst Höfer wurde als Sohn eines Mittelbauern geboren. Er besuchte von 1885 bis 1893 die Volksschule, erhielt im Anschluss Privatunterricht in Eisfeld und absolvierte von 1895 bis 1899 das Lehrerseminar in Hildburghausen. Zwischen 1899 und 1901 arbeitete er als Volksschullehrer in Gräfenthal, Exdorf und Römhild. Nach seinem freiwilligen Ausscheiden aus dem Schuldienst machte er von 1902 bis 1904 eine landwirtschaftliche Ausbildung in der Provinz Sachsen und wirkte zugleich als Gutsinspektor auf dem Rittergut Zschepplin bei Eilenburg. Ab 1904 betrieb er eine Landwirtschaft in St. Bernhard bei Themar.
Höfer engagierte sich in Bauerverbänden und zählte zu den Gründern der bürgerlich-nationalen Bauernvereinigung in Meiningen. Er war von 1908 bis 1909 Bezirksvorsitzender des Bundes der Landwirte in Meiningen und seit 1912 Vorsitzender der landwirtschaftlichen Berufsgenossenschaft Meiningen. Von 1914 bis 1915 war er stellvertretender Vorsitzender und von 1915 bis 1918 Erster Vorsitzender des Meininger Landwirtschaftsrates.
Nach dem Ersten Weltkrieg war er bis 1921 erneut Vorsitzender des Landwirtschaftsrates und dann bis 1923 Vorsitzender der Landwirtschaftskammer Sachsen-Meiningen. Im Anschluss war er Vorstandsmitglied der neu gegründeten Thüringischen Hauptlandwirtschaftskammer. Darüber hinaus war er Vorstandsmitglied des Reichslandbundes und zeitweise Mitglied im ständigen Ausschuss des Deutschen Landwirtschaftsrates mit Sitz in Berlin. 1929 wurde er zum Ehrenvorsitzenden des Thüringer Junglandbundes gewählt.
Zwischen 1905 und 1921 gehörte Höfer als Vertreter des Landbundes dem Landtag von Sachsen-Meiningen (ab 1921 Gebietsvertretung) an. Von Dezember 1919 bis Juli 1920 war er gleichzeitig Mitglied des Thüringer Volksrates. Er gehörte am 11. Mai 1919 zu den Gründungsmitgliedern des Thüringer Landbundes (ThLB) und war von 1921 bis zu seinem Tode 1931 dessen Erster Vorsitzender.
Nach der Gründung des Landes Thüringen gehörte Höfer von 1920 bis 1931 dem Thüringer Landtag an. Dort war er Fraktionsvorsitzender des Thüringer Landbundes. Vom 17. Dezember 1925 bis zum 29. April 1927 war er als ehrenamtlicher Staatsrat für Meiningen Mitglied der Thüringischen Staatsregierung im Kabinett Leutheußer I. Er vertrat die Positionen der „Los-von-Thüringen-Bewegung“, die einen Anschluss an Bayern anstrebte.
Von 1930 bis 1931 war er als Nachfolger von Erwin Baum Vorsitzender der Christlich-Nationalen Bauern- und Landvolkpartei (CNBL) auf Reichsebene. Bei der Reichstagswahl 1930 wurde er auf dem Wahlvorschlag dieser Partei in den Reichstag gewählt, verzichtete aber auf sein Mandat.
Ein Jahr darauf starb Höfer mit 52 Jahren während eines Sanatoriumaufenthaltes in Konstanz.